# 桑島三幸
桑島 三幸（くわじま みゆき、1969年12月3日 - ）は、日本の女性声優。北海道名寄市生まれ、札幌市育ち。本名および旧芸名は桑島 美由生（読み同じ）。

## 略歴
2、3歳の時は『かたつむり』、『アタックNo.1』、『せんせい』を歌っていた。
4、5歳のころから母の策略で『のど自慢』への応募が始まる。同時に6歳年上の姉について来てピアノ教室に通っていたが、引越しのため「ヘ音記号」が出てきた次の頁を学んだのを最後に辞めた。
小学4年生の9歳の時に合唱サークルに入った。同時に母と兄と共に『家族そろって歌合戦』の千歳大会出場して初めてテレビの出演を経験。当時の桑島は『アルプスの少女ハイジ』の『おしえて』を熱唱して優勝。
小学5年生の11歳の時に小学校の器楽サークルに入り、鉄琴か木琴をしたかったものの、小さいからと言う理由で却下されてアコーディオンをしていた。ピアノができる順にソプラノ→アルト→テナーと埋められて行き、バス・アコーディオンをすることになった。その頃『ちびっこ歌まね王座決定戦』に北海道代表として出場。母の「らしい歌、他人が歌わない歌を」というの策略のもと松山千春の『季節の中で』をギター抱えて歌うも初戦敗退。
中学1年生の12歳のころから将来は普通のOLにはなりたくなく、『スター誕生!』や『ホリプロタレントスカウトキャラバン』などに応募していた。部活はソフトボールにしようか悩んでいたが、結局は3年間ブラスバンド部に入部してホルンを担当していた。
高校1年生の15歳の時は演劇部に所属するも半年で退部。学校祭恒例のクラス対抗歌合戦にも出場して高校1年生の時はC-C-Bの『Romanticが止まらない』、高校3年生の時は小川知子と谷村新司の『忘れていいの-愛の幕切れ-』を歌っていた。
短期大学の1年生の時に放送の世界に興味を持ち、FM北海道のハードリスナーとなった。短期大学時代は学園祭実行委員をしていた。
OLになるのがイヤだったこともあり、アナウンサーに憧れていたものの、短期大学卒業では入社試験すら受けられず、藤女子短期大学家政科卒業後は中学校の非常勤講師を2年間勤めていた。その頃、アクセントなどの基礎的な勉強を始める。
STVラジオのランラン号のキャスタードライバーで声の仕事を始める。2年間原稿作りや放送機材の扱い、仕事への取り組み方などを学ぶ。任期終了後は同局で制作のアルバイトをしつつレポーター、パーソナリティーなどを務めていた。その後函館市に住んでいた。
FMいるかに憧れだったアナウンサーとして勤務して、3時間も生放送を1年、数ヶ月こなしていた。しかし、こなすことに精一杯で、肝腎な話については二の次になっていることに気がついて退職。アナウンスだけではなく、もっと広く声にこだわった仕事がしたようと決意して上京。
以前はメディアフォースに所属していた。

## 人物
趣味・特技は原付散走、散歩、映画評、ポケットトランペット、ハングル能力検定試験3級。
資格は中学校教諭二種免許（家庭科、保健科）、普通自動車、東京都認定ガイドヘルパー。

## 出演
太字はメインキャラクター。

### テレビアニメ
2003年
- L/R -Licensed by Royal-（空港アナウンス、エリックの女、キャスター）
- 妄想科学シリーズ ワンダバスタイル（トリコロールB）

2004年
- B-伝説! バトルビーダマン（マリリン）

2005年
- B-伝説! バトルビーダマン 炎魂（アナウンサー、実況アナウンサー）

2006年
- 爆球Hit! クラッシュビーダマン（女子ビーダーC、釧路慎一郎）

2007年
- レ・ミゼラブル 少女コゼット（子供たち）

### ゲーム
- アルカナハート（兵藤静香）PS2版
- テイルズ オブ ブレイカー（ルル、ポポ）
- パンドラMAXシリーズVOL.4 Catch! 〜気持ちセンセーション〜（市松ちづる）
- SANKYO公式パチンコシミュレーション（くぎみ）
  - FEVER7
  - FEVER8

### 吹き替え
- 愛のトリートメント（ミミ）
- 宇宙からの侵略者（ブランディ 他）
- エア・バディ2（アンドレア）
- 大津波（ベニー）
- クライム・シンジケート（ジェニー）
- GーSPOT〜彼女たちの好きなこと（サーシャ 他）
- CSI:マイアミ4（シンシア 他）
- だいすき!ムスティ（ナレーション[4]）
- 天国へのシュート（スーザン）
- ブリティッシュ・ギャングスター（チャーリーの子供時代 他）
- ラグタイム しっちゃかめっちゃか大騒動（スペイン語版）（エイミー）
- レイク・オブ・ザ・デッド（フローラ〈アズール・S・デッカー〉）

### ドラマCD
- 永遠の野原
  - 第二巻 野沢ひとみストーリー（ピザ屋の店員〈女〉）
  - 第三巻 田中真理子ストーリー（華子）
- To Heart Piece Of Heart（女学生）
- ぱにぽに
  - ドラマCD第3弾〜修学旅行密着24時〜（ウクレレ桜子、新幹線の車内販売員）
  - ドラマCDセカンドシーズン Vol.2 〜桃月学園1年D組南国漂流記っス〜編（ウクレレ桜子）
- 半分の月がのぼる空 Vol.4（看護婦）
- みかにハラスメント（担任の先生）

### その他
- ランラン号 第53代キャスタードライバー
- アルクキクタンシリーズ